# 上圣马尔通
上圣马尔通（匈牙利語：Felsőszentmárton）是匈牙利巴兰尼亚州所辖的一个村。总面积19.46平方公里，总人口928，人口密度47.7人/平方公里（2011年1月1日）。